# Analitizmus és szintetizmus (nyelvészet)
A nyelvészetben az analitizmus és a szintetizmus a klasszikus morfológiai nyelvtipológiában használt szakszavak. Olyan nyelvi vonásokra utalnak, amelyeket tekintetbe vesznek a nyelvek osztályozásában a szót alkotó morfémák számának a szempontjából. Az eszerinti osztályozást August Wilhelm Schlegel kezdeményezte egy 1818-ban megjelent munkájában.
Minden nyelvet el lehet helyezni az alábbi skálán, kivéve az extrém pontjait:
| analitizmus             | ↔ | szintetizmus                    | ↔ | poliszintetizmus       |
| (egy szó = egy morféma) |   | (egy szó = egynél több morféma) |   | (egy szó = egy mondat) |

Ez azt jelenti, hogy egyetlen nyelv sem tisztán analitikus, szintetikus vagy poliszintetikus, hanem szó lehet csak olyan nyelvekről, amelyekben e vonások egyike túlsúlyban van a többihez viszonyítva.
Joseph H. Greenberg  amerikai nyelvész kiszámította nyolc nyelvből vett száz szavas minták alapján a morfémák és a szavak száma közötti arányt, melyet „szintézisfok”-nak nevezett el. Minél kisebb egy nyelvre vonatkozóan ennek az aránynak a hányadosa, annál analitikusabb az adott nyelv.
Az analitizmus és a szintetizmus arra is vonatkoznak, hogy miként valósulnak meg az egyes nyelvtani alakok és viszonyok. A magyar nyelvben, például, vannak analitikus igealakok, a segédigések (pl. olvasni fogok), és szintetikusak is, azaz toldalékokkal megvalósítottak, pl. olvasok. A mondattan terén is vannak analitikusan létrehozott viszonyok, pl. a helyhatározó kifejezése névutóval (asztal mellett), illetve rag használatával (asztalnál). A szókészletet illetően is lehet szó analitikus képződményekről egyszerű szavakkal ellentétben, mely úton szinonimapárok is keletkezhetnek, pl. beleegyezését adja – beleegyezik.

## Analitizmus
Azokat a nyelveket, amelyekben az analitizmus a legmagasabb fokú, izolálóknak nevezik. Ilyen nyelvek főleg Kelet- és Délkelet-Ázsiában, valamint Nyugat-Afrikában vannak (például a joruba nyelv). Klasszikus példái az analitikus nyelveknek a kínai és a vietnámi. A kínaiból, például, hiányzik a ragozás, a szót többnyire egy lexikai vagy nyelvtani jelentésű morféma alkotja, a mondattani viszonyokat pedig főleg a szórend és a viszonyszók fejezik ki. Például a magyar „Ha megvársz, veled megyek” mondat megfelelője:
| nǐ | děng  | wǒ, | wǒ | jiù   | gēn       | nǐ | qù    |
| te | várni | én, | én | akkor | -val/-vel | te | menni |

A mondat nyolc, egy-egy morfémának megfelelő szóból áll.
Egy olyan izoláló, tehát nagyon analitikus nyelv szintézisfoka, mint a vietnámi, 1,06-os. Mivel az angol nyelvé 1,68-as, ez a nyelv is analitikusnak tekintett.

## Szintetizmus
Szintetikusoknak nevezik azokat a nyelveket, amelyekben az egynél több morfémát tartalmazó szavak vannak túlsúlyban. Ezek egy lexikai jelentésű szótőből és egy vagy több grammatikai és/vagy lexikai toldalékból állnak. Ugyanakkor összetett szavaik is vannak. Ezek között a nyelvek között két csoportot különböztetnek meg. Az agglutinálóknak nevezett nyelvekben az egyetlen jelentésű vagy funkciójú morfémák vannak túlsúlyban, amelyek úgy követik egymást, hogy közöttük a határok világosak. A flektálóknak nevezett nyelvekben azon morfémák vannak túlsúlyban, amelyek egynél több jelentést, illetve funkciót fejeznek ki egyszerre. Egyes ilyen nyelvekben a szótőbe is beékelődhetnek grammatikai morfémák. Következésképpen a morfémák nincsenek világosan elhatárolva egymástól. Az első csoporthoz tartoznak például a magyar nyelv és a török, a másodikhoz pedig a latin, a görög vagy az arab.
A szanszkrit nyelv jó példája a szintetikus nyelveknek. Szintézisfoka 2,59-es. A magyar is olyan nyelv, amelyben a szintetikus szerkesztés sokkal gyakoribb, mint az analitikus a névszó- és az igeragozás révén, de az analitizmus is megvan benne, melyet a névutók és a segédigés igealakok képviselnek. Greenberg módszerével több kiszámítása is létezik a magyar nyelv szintézisfokának, amelyek mind 2-es körüliek: 2,01; 1,91; 2,05.

## Poliszintetizmus
A poliszintetizmus a szintetizmus maximumát képviseli. Poliszintetikusak főleg az inkorporálóknak nevezett nyelvek. Ezekben túlsúlyban vannak a nagyon hosszú és alaktanilag nagyon komplex szavak. Ilyen nyelvek elsősorban az indiánokéi és az eszkimókéi között találhatók, de poliszintetizmus jellemez egyes szibériai, észak-kaukázusi és ausztráliai bennszülött nyelveket is. A „Ha megvársz, veled megyek” mondat megfelelője egy eszkimó, az inuktitut nyelvben:
| utaqqui- | gu- | vi- | nga, | aulla- | qati- | gi-        | niaq-    | pa-     | git   |
| várni    | ha  | te  | én   | menni  | társ  | birtokolni | jövő idő | állítás | én/te |

A mondat két, egy-egy tagmondatnak megfelelő szóból áll: utaqquiguvinga és aullaqatiginiaqpagit.
Egy eszkimó nyelvre vonatkozóan Greenberg 1954 3,72-es szintézisfokot állapított meg.

## Az analitizmus, a szintetizmus és a poliszintetizmus viszonylagossága
Mindegyik nyelv több-kevesebb analitizmust, illetve szintetizmust mutat. Összehasonlításképpen lehet mondani, hogy egy nyelv analitikusabb/szintetikusabb, mint egy másik.
A kínai nyelv nagyon analitikus ugyan, mégis számos összetett szó és képzett szó is van benne.
Az indoeurópai nyelvek között a latin, a görög és a szanszkrit nagy mértékben szintetikusak az újlatin nyelvekhez viszonyítva. Ezekhez vagy a némethez képest az angol még kevésbé szintetikus. Ennek ellenére az utóbbiból sem hiányzik teljesen még a poliszintetizmus sem. Egy olyan szó, mint például antidisestablishmentarianisms hét morfémából áll: anti|dis|establish|ment|arian|ism|s. Egyes olyan nyelvek történetét tanulmányozva, mint az újlatin nyelvek vagy az angol, megfigyelhető, hogy fejlődésükhöz tartozott a szintetizmus mértékének jelentős csökkenése, főleg az angolban. Bizonyítékként az óangol szintézisfoka 2,12-es a modern angol 1,68-aséhoz képest.
Összehasonlításokat lehet tenni nyelvek között az analitizmus/szintetizmus szempontjából egyik vagy másik grammatikai viszony kifejezését illetően. Példák:
- birtokviszony: (franciául) la maison du père (analitizmus) vs. (németül) Vaters Haus (szintetizmus) „az apa háza”;
- középfok: (angolul) more beautiful (analitizmus) vs. (németül) schöner (szintetizmus) „szebb”.

Az analitizmus és a szintetizmus viszonylagossága megnyilvánulhat egy adott nyelv történetének egyik vagy másik momentumában is, mivel grammatikájának különböző terei különbözően működhetnek ebből a szempontból. A japán nyelvben, például, a főnevet nem ragozzák, tehát analitikusan működik, viszont az igének összetett ragozási rendszere van, azaz nagyon szintetikus.